# Maksim Rudakov
Maksim Alekseevič Rudakov (in russo Максим Алексеевич Рудаков?; San Pietroburgo, 22 gennaio 1996) è un calciatore russo, portiere del Soči.